# Bergsingenjör
Bergsingenjör är i Sverige en ingenjör med utbildning i bergsvetenskap, det vill säga bergteknik, metallurgi eller mineralteknik. Bergsingenjörer har vardagligt kallat sig bergsmän (se bergsman); den feminina formen är bergshütta.

## Historia
Bergsingenjörsutbildningen i Sverige går tillbaka på Bergsskolan i Falun som 1822 hade startat sin verksamhet med en tvåårig lärokurs på bergsvetenskapens område, och utgjorde en så kallad högre bergsskola. Utbildningen flyttades 1869 till Teknologiska institutet i Stockholm, som 1877 ombildades till Kungliga Tekniska högskolan (KTH), och utgjorde där fackskolan för Bergsvetenskap. När beteckningen civilingenjör från 1870-talet och framåt successivt kom att bli den gängse benämningen för alla andra KTH-ingenjörer, behöll bergsingenjörerna en egen benämning. Varken civilingenjör eller bergsingenjör var vid denna tid en skyddad titel, vilket kan utläsas av följande encyklopediska kommentar från 1904, signerad bergsingenjör Gunnar Dillner:
Ehuru icke föreskrifven, har denna titel sedan långt tillbaka användts för att angifva, att dess bärare genomgått någon af Tekniska högskolans fackafdelningar för bergsvetenskap. På senaste tid har emellertid denna titel börjat anläggas äfven af personer, som genomgått någon af de lägre bergsskolorna i Falun och Filipstad, samt af personer, som utan att ega teoretisk underbyggnad egna sig åt bergshandtering.
Användningen av titeln civilingenjör, bergsingenjör och arkitekt reglerades 17 december 1915 genom att Kunglig Majestät utfärdade bestämmelser om tentamina och examina vid KTH, där civilingenjörs-, bergsingenjörs- och arkitektexamen kunde avläggas. Examinerade från de "lägre" bergsskolorna kunde dock kalla sig bergsskoleingenjörer.
Efter att de geotekniska delarna av KTH:s bergsingenjörsutbildning 1972 flyttades till Högskolan i Luleå (senare omdöpt till Luleå tekniska universitet, LTU) kom bergsingenjörsexamen att kunna avläggas även där. Efter att KTH senare breddade och ändrade namnet på den tidigare bergsvetenskapliga ingenjörsutbildningen till materialteknik, kom civilingenjör att bli examensbenämningen, med möjlighet att bli bergsingenjör från vissa utbildningsinriktningar. Beteckningen bergsingenjör är sedan 1996 helt avskaffad som examensbenämning.
Utbildningar motsvarande bergsingenjör ges på civilingenjörsutbildningarna Materialteknik/Materialdesign vid KTH, Naturresursteknik, Väg- och vattenbyggnad samt Industriell miljö- och processteknik vid LTU, på KTH:s filial vid Högskolorna Dalarnas program Materialdesign samt högskoleingenjörsutbildningen vid Bergsskolan i Filipstad (del av Luleå tekniska universitet).

## Bergsingenjör SBF
Från och med år 1996 är bergsingenjör inte längre en examensbenämning utan en skyddad yrkestitel, Bergsingenjör SBF (i likhet med exempelvis arkitekt MSA/SAR), vilken man kan få rätt att använda efter ansökan hos Svenska Bergsmannaföreningen. 

## Kända bergsingenjörer
Exempel på kända bergsingenjörer är Ian Wachtmeister, Axel Ax:son Johnson, Olof Faxander, Tryggve Holm, Orvar Nyqvist, Elisabeth Nilsson, Lars-Eric Aaro, Anders Håkansson och Sture Svensson.